# Fundación de Guayaquil

Principales asentamientos españoles entre 1532 a 1547 en las rutas de los conquistadores hasta el inicio de la conquista A
de Guayaquil.

La fundación de Guayaquil fue un proceso de conquista española, en la actual región litoral de Ecuador, con lo cual, después de varios traslados y conflictos con pobladores nativos de culturas precolombinas, quedó definitivamente fundada la ciudad de Santiago de Guayaquil. La conquista española se desarrolló entre 1534 y 1547, durante la cual fue cambiando de nombre de acuerdo al lugar de establecimiento, conservando el nombre de su santo patrono.
El proceso fundacional ocurrió tras el ingreso de Diego de Almagro, a la serranía norte del antiguo Tahuantinsuyo de los incas, enviado por Francisco Pizarro desde el Cuzco, con el objetivo de acelerar la colonización de estos territorios y fortificarlos para contrarrestar la eventual invasión del adelantado Pedro de Alvarado, quien venía desde América Central. Almagro fundó la ciudad de Santiago de Quito el 15 de agosto de 1534, cerca de la actual localidad de Riobamba en Ecuador. Tras las negociaciones entre Almagro y Alvarado, la ciudad de Santiago tuvo que ser trasladada a otro sitio, ya que no cumplía con los requisitos impuestos por el rey de España en la Real Cédula expedida el 4 de mayo de aquel año, con lo cual se designó la salida de dos expediciones.
Fue como la primera expedición tomó rumbo norte y fundó la villa de San Francisco de Quito el 6 de diciembre de ese mismo año por Sebastián de Belalcázar. A mediados de 1535, salió la otra expedición con destino hacia el litoral, sin embargo, tomaron rumbo sur de vuelta a Piura. Belalcázar agrupó a varios hombres y provisiones para zarpar vía marítima al golfo de Guayaquil y remontar el río Guayas para trasladar la ciudad de Santiago de esta región.
Los nativos de la región fueron el principal obstáculo del establecimiento de la ciudad, ya que opusieron resistencia varias veces ante la presencia de los españoles. La población fundada por Belalcázar a finales de 1535 fue destruida por incendios provocados por los chonos; luego su reconstrucción y traslado en manos de Hernando de Zaera en 1536 también fue atacada en muchas ocasiones, dejando bajas importantes en la población; después, en 1542 el capitán Francisco de Orellana ordenó y ejecutó el traslado de la ciudad a otro sector, sin embargo, tras su salida se llevó consigo a varios soldados dejando desprotegida a la población, por lo cual Diego de Urbina mudó nuevamente Santiago a otra ubicación. Los huancavilcas asolaron nuevamente a los pobladores, quienes se vieron obligados en 1543 a trasladarse cerca del primer asentamiento de Belalcázar. Por último, debido a las guerras civiles entre españoles, se decidió trasladarla definitivamente en su actual ubicación al margen occidental del río Guayas.

## Historia

### Antecedentes

#### Poblaciones prehispánicas

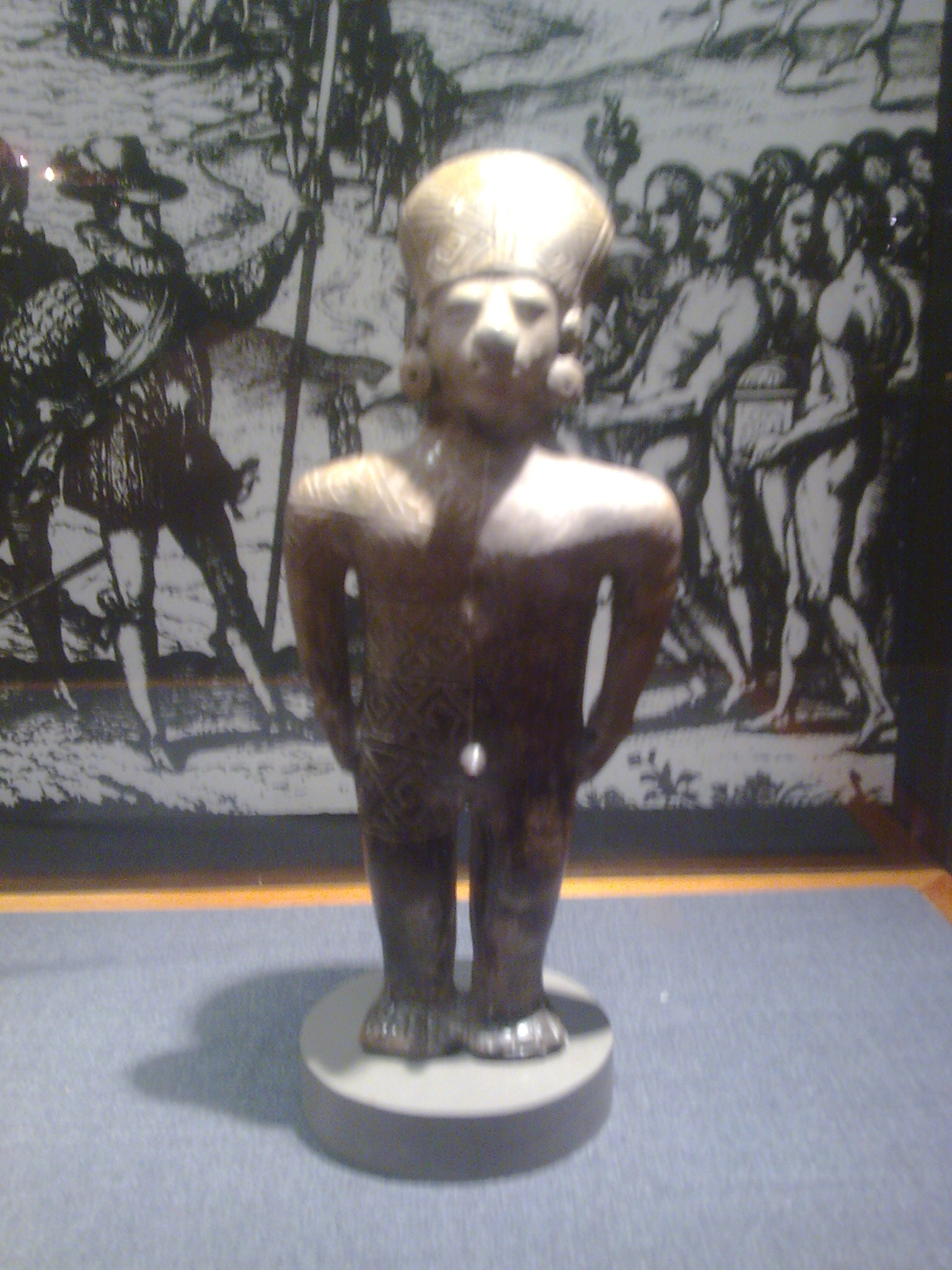
Figura representativa de un guerrero de la cultura huancavilca exhibida en el Museo Municipal de Guayaquil.

La región en la que actualmente se encuentra ubicada la ciudad de Guayaquil fue habitada por varias tribus y culturas que dominaron aquellos territorios a lo largo de varios siglos hasta la conquista y colonización española. La mayoría de estos pueblos tuvieron sus orígenes de  otras civilizaciones de la región litoral del actual Ecuador, los cuales se desarrollaron a través de los períodos: precerámico, formativo, y de desarrollo regional. Estos procesos de agrupación y subdivisión político-militar por períodos abarcaron desde el 4200 a. C. hasta el 500 d. C. con el aparecimiento del último período precolombino.
Para el período de integración, que está comprendido aproximadamente desde el año 500 hasta el 1534, las últimas poblaciones precolombinas se extendieron por la región constituyéndose de esta manera las dos grandes culturas del actual litoral ecuatoriano. Estos pueblos dependían principalmente de la red fluvial del río Guayas, lo cual aprovechaban para la pesca y el comercio con otras tribus. En la parte occidental del río Guayas se extendían los huancavilcas o manteños del sur, y sus dominios alcanzaban la península de Sumpe y los territorios que actualmente están conformados en la provincia de Guayas, Santa Elena y Manabí. En la parte oriental del río Guayas se encontraban los chonos, quienes tenían varios asentamientos en el oeste de la provincia de Guayas y casi en su totalidad la de Los Ríos. En la zona cercana al golfo de Guayaquil y dispersa en varias localidades se encontraban los punaris o punaes y los jambelies.
Estas grandes naciones se organizaban políticamente en ayllus, pero cuando alcanzaban un gran crecimiento poblacional tenían que subdividirse en tribus para poder administrarse mejor. No existe evidencia alguna de algún tipo de escritura, pero si tenían establecidas actividades comerciales con otros pueblos de diferentes regiones de América, en los actuales México y Chile. A diferencia de las culturas precolombinas de la actual serranía ecuatoriana, estos pueblos no presentan indicios de haber soportado la invasión del Imperio incaico, como ocurrió con las confederaciones andinas de los cañaris o los shyris. Sin embargo a través de los años, varios historiadores han generalizado la invasión de los incas para casi todo el territorio actual de Ecuador como parte del Tahuantinsuyo.

#### Inicios de la conquista española

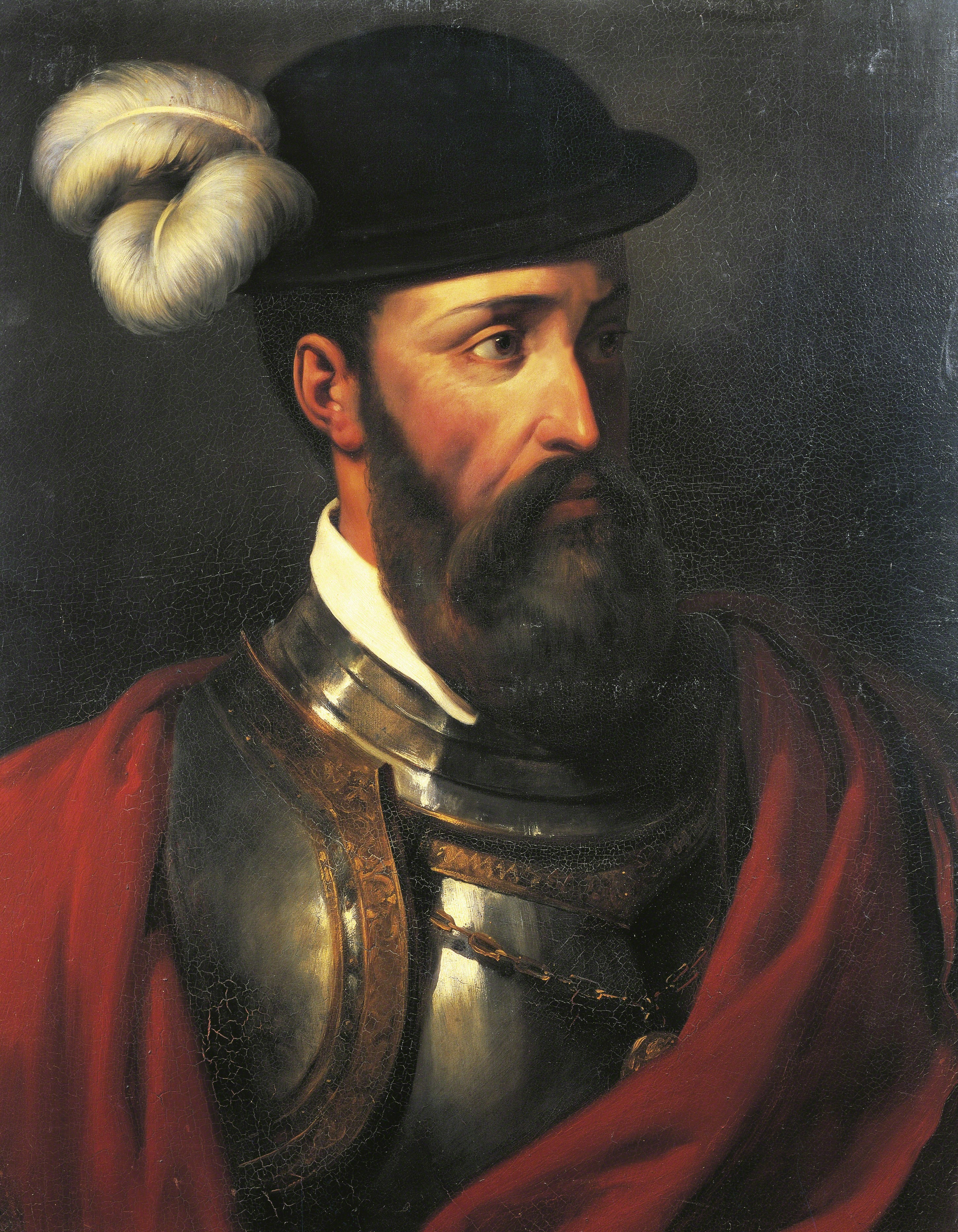
Francisco Pizarro.

Tras la primera exploración europea en el continente americano al mando de Cristóbal Colón, las noticias de la abundancia de riquezas que ofrecía las tierras exploradas llegaron a España y despertaron la codicia de varios expedicionarios, quienes buscaron la aprobación del rey para ir a saquear y conquistar esos territorios en servicio de la Corona. Así, para 1519 los españoles al mando de Hernán Cortés empiezan la conquista de México, luego eso se extiende hacia la conquista de Yucatán, y establecieron el dominio ibérico sobre los pueblos precolombinos centroamericanos. Rápidamente los planes de conquista se fijarían hacia América del Sur.
A finales del año 1531, los españoles incursionaron por primera vez en el Golfo de Guayaquil bajo el mando de Francisco Pizarro. Los exploradores viajaron desde San Matero, en la actual provincia de Esmeraldas, y recorrieron varios sectores de la costa ecuatoriana, tales como Jipijapa, Salango, Coloche y las tierras de Sumpe, en la actual provincia de Santa Elena. Luego se introdujeron en la isla Puná donde se enfrentaron a los nativos en su camino hacia Tumbes, con lo cual tendrían una entrada a los territorios de los incas.
Asociado con Diego de Almagro y Hernando de Luque, Pizarro organizó la conquista del Tahuantinsuyo. Los españoles no tuvieron muchas dificultades para invadir y subyugar aquellos territorios, ya que el imperio estaba envuelto en una guerra civil conocida como "guerra de subversión inca", entre los hermanos Atahualpa y Huáscar, quienes se disputaban la sucesión de su padre Huayna Cápac como emperador, el cual había muerto junto a su hijo mayor y verdadero sucesor Ninan Cuyuchi, producto de una extraña enfermedad que se presume fue viruela en 1525. Atahualpa derrotó a su hermano Huáscar en 1532, pero su reinado duró muy poco ya que Pizarro lo hizo prisionero en Cajamarca y después se dispuso a sitiar la ciudad de Cuzco, capital de los incas.
Los españoles tomaron el control del imperio después de la muerte de Atahualpa, nombrando sucesores del imperio conocidos como Incas de Vilcabamba, quienes estaban manipulados por Pizarro y sus hombres. Sin embargo, en una disposición del rey Carlos I de España, se le ordena a Francisco Pizarro que limite los territorios conquistados, a lo cual el conquistador no prestó atención ya que estaba mucho más pendiente de completar la conquista del Perú. Poco a poco el poder de los españoles fue extendiéndose en América del Sur, llegando a controlar a los incas, a pesar de que varios exgenerales incas habían puesto resistencia en varias partes del imperio.

#### Disputas entre españoles

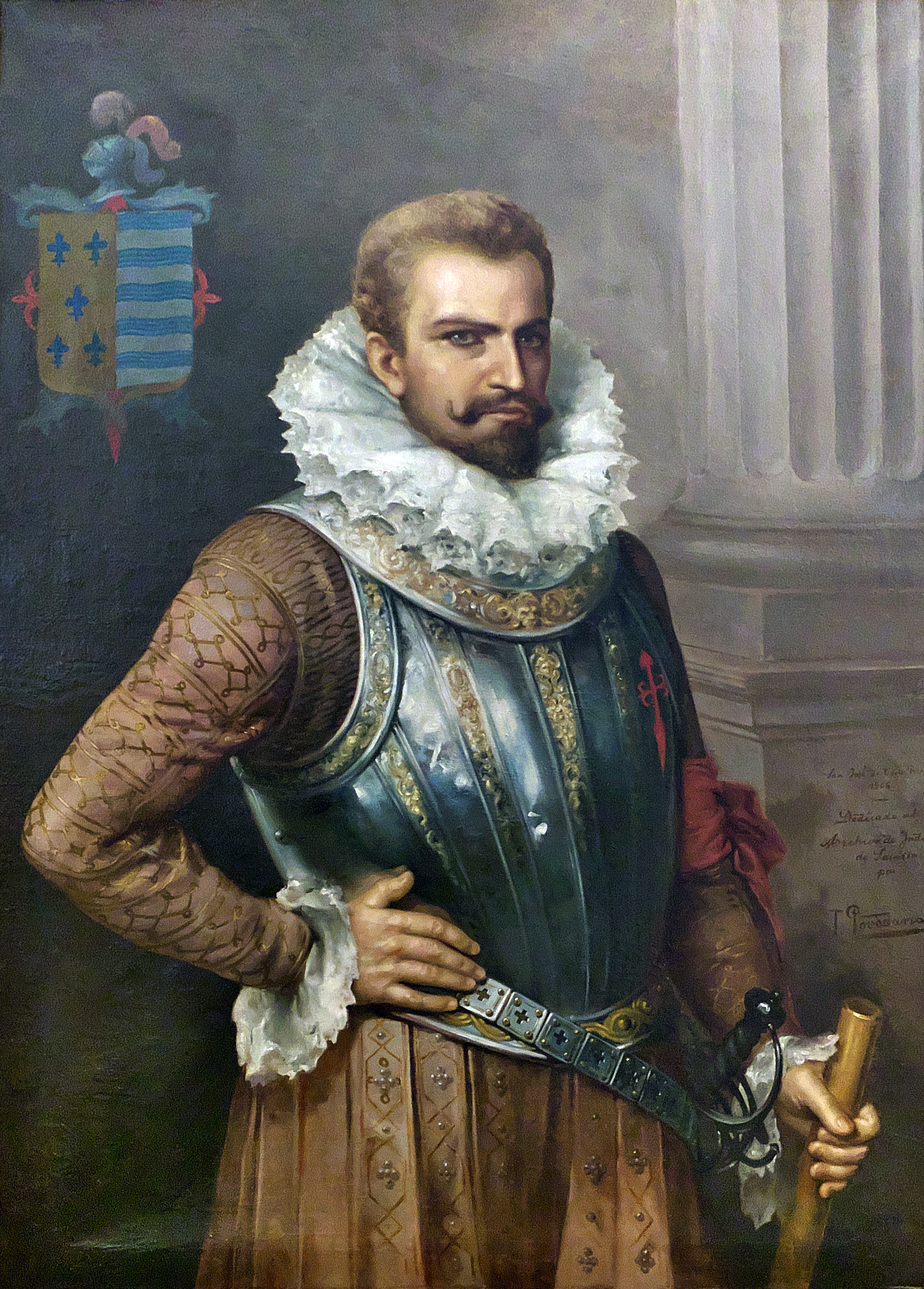
Pedro de Alvarado.

Las noticias sobre las riquezas de los incas y la conquista que emprendió Francisco Pizarro llegaron a oídos de Pedro de Alvarado quien se encontraba en Guatemala con el título de adelantado. Alvarado solicitó y consiguió el permiso del rey para hacer descubrimientos y conquistas en las tierras del norte del antiguo Imperio incaico que estuvieran fuera de los límites asignados a Pizarro. Construyó su flota en el Pacífico sur, donde fundó el Puerto de Iztapa en Guatemala. A principios de 1534 zarpó con una flota compuesta por ocho navíos, en los cuales se embarcaron 500 infantes bien armados, 227 caballos y un número de indígenas de Guatemala. Bartolomé de las Casas, en su Brevísima Relación, recuerda la mortandad de indios que generaban estas expediciones, tanto por obligarlos a transportar hasta el Mar del Sur los materiales con los que se construían los barcos, como por las condiciones de viajes y trabajos.
Desembarcó en la bahía de Caráquez y luego pasó luego a territorios de Puerto Viejo en Charapotó, donde fundó la villa de San Mateo de Charapotó; de ahí pasó por las actuales localidades de Jipijapa, Paján y salió al río Daule. Volvió a retroceder hacia los bosques de Paján, donde se detuvo algún tiempo. Sus fuerzas avanzaron por el sur hasta mucho más arriba de Chonana, y por el norte bajaron tanto que llegaron hasta el territorio de Nono, en la actual provincia de Pichincha, a pocos kilómetros de Quito. Desde Nono, desandando muchas leguas, tornaron a los bosques pantanosos de Chimbo en la región occidental, por donde, ya juntándose de nuevo toda la expedición, empezaron a ascender la cordillera de los Andes hasta salir a las alturas de Ambato.
Diego de Almagro partió Piura con el objetivo de proteger los intereses de Pizarro y frenar el avance de Pedro de Alvarado, quien ya había llegado a las llanuras de Ambato (actualmente en Ecuador) con un ejército completamente débil, debido a enfermedades tropicales y falta de orientación en la selva costanera. En los valles andinos, se situaba explorando los hombres guiados por Sebastián de Belalcázar. Almagro llegó a Piura a mediados de 1534 y avanzó hasta el norte para reunirse con Belalcázar. Alvarado, que no había dejado destacamentos en zonas dominadas, no estaba en condiciones de enfrentarse a Almagro y Belalcázar, por lo que prefirió llegar a un arreglo amistoso el 26 de agosto de 1534, que consistió en que Pedro de Alvarado recibiría una indemnización por los gastos que había hecho en tan malhadada expedición y, a cambio, Diego de Almagro y Gonzalo Pizarro consiguieron que Pedro de Alvarado les cediera los barcos, caballos y hombres que quisieran quedarse. Finalmente Pedro de Alvarado, regresó a Guatemala. Francisco López de Gómara, en su Historia General de las Indias, cifra la indemnización en cien mil pesos de oro, que fueron pagados, cumpliendo la palabra de Almagro.

### Fundación de Santiago de Quito

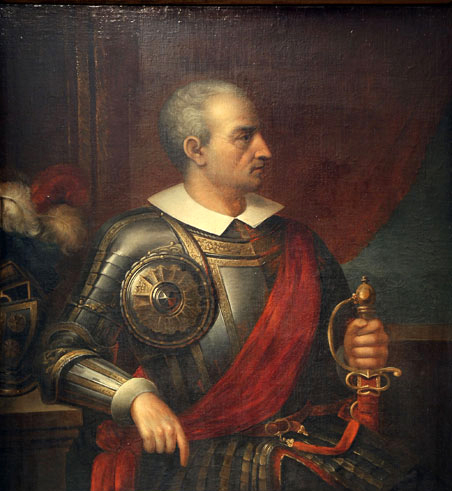
Diego de Almagro.

Con el fin de colonizar y expandir el imperio español hacia el norte del Perú, y especialmente por la posible invasión de Pedro de Alvarado a estos territorios, Francisco Pizarro envía a Diego de Almagro en una expedición y en 1534 ordenó la creación de una villa en Puerto Viejo, tarea que le fue encomendada a Francisco Pacheco, que sirviese para controlar parte del área costanera del norte del Perú y como puesto de control de tropas pizarristas dirigidas a la nueva ciudad de Santiago en caso de una guerra apresurada con Alvarado.
El 15 de agosto de 1534, cerca de la actual ciudad de Riobamba, Almagro fundó la ciudad de Santiago en los territorios ubicados al norte del Perú, que los españoles nombraron como "Quito". La ciudad se fundó de manera provisional mientras se trataba el problema con Alvarado. Santiago sobreviviría por poco tiempo hasta que se pudiese trasladar a otro lugar donde pueda ser más útil para el proceso de conquista de la región.
Al cabo de poco tiempo y después de haber llegado a un acuerdo con Pedro Alvarado, Diego de Almagro dispone el traslado de Santiago a otro lugar, de la cual parten dos expediciones hacia distintos lugares de la región. La primera expedición tomó rumbo hacia el norte la cual el 6 de diciembre de 1534 fundó la villa de San Francisco de Quito.
La segunda expedición que partió de Santiago tomó rumbo suroeste y llegó a la región litoral, donde empezó una serie de asentamientos y traslados provocados por la resistencia nativa de la zona. El objetivo era el de trasladar el poblado de Santiago en una zona cercana a las costas y que sirva como puerto para la colonia. Esta expedición salió a inicios de 1535 dirigida por el conquistador español Sebastián de Belalcázar, quien también había participado en la otra expedición.

### Conquista de Guayaquil

#### Primer asentamiento:Sebastián de Belalcázar
El conquistador Sebastián de Belalcázar partió desde la villa de San Francisco de Quito hacia el Perú, llegando a Santiago en primera instancia para dotarse de soldados y dirigir la segunda expedición que saldría de la ciudad, aunque primero se encaminó hacia el sur. Al llegar, se entrevistó con Francisco Pizarro a quien le entregó los tesoros recogidos en los saqueos realizados en poblados nativos y obtuvo la anuencia requerida para tal empresa. Después de esto, Belalcázar se trasladó a San Miguel de Piura donde concedió un descanso de un mes a sus hombres.
Cuando ya estuvo preparado para salir a la exploración en la actual zona de Guayaquil, Belalcázar partió hacia Paita donde reclutó gente, víveres y pertrechos. A finales de agosto de 1535, zarpó de Paita, entró al Golfo de Guayaquil, desembarcó temporalmente en la isla Puná y luego continuó su travesía remontando las aguas del río Guayas, en busca de las vertientes andinas que permitían el paso a Quito. Por octubre o noviembre, en virtud del acta de fundación de Santiago de Quito, cuyos documentos portaba, desembarcó cerca de un asiento indígena llamado "Guayaquile", haciendo referencia a un cacique de la cultura Milagro Quevedo.
En estos territorios Belalcázar concretó el traslado de Santiago hacia la región litoral, sin embargo la zona era algo hostil debido a su cercanía a poblaciones nativas que no aceptaban la presencia de los españoles en el área. Belalcázar decidió seguir su ascenso hasta Quito por lo tanto en este primer asentamiento quedaron cuarenta españoles en la pequeña población y dejó a cargo de los alcaldes ordinarios Antonio de Rojas y Diego de Daza.

#### Segundo asentamiento: Hernando de Zaera
Al poco tiempo de la partida de Belalcázar, varias tribus locales pertenecientes a la cultura Milagro-Quevedo, y que fueron denominados como "chonos", empezaron a atacar a la población. Los violentos ataques empezaron a inicios de 1536, con lo cual destruyeron gran parte del poblado y acabaron con la vida de más de la mitad de los pobladores. Diego de Daza y otros pocos soldados se dispusieron a partir hacia Quito con el afán de pedir auxilios, sin embargo, al cabo de 40 días de lucha contra los aguerridos chonos, los españoles debieron abandonar la ciudad.
Desde el Perú, Francisco Pizarro encomendó la reconstrucción y reubicación de la ciudad a Hernando de Zaera. En 1536, Zaera llega a Santiago y la mudó al sitio denominado "Yagual" donde la asentó a inicios de agosto. Sin embargo restos del ejército incaico tenían sitiado a Pizarro y al poco tiempo de haber iniciado el reparto de solares, Zaera debió trasladarse al Perú a socorrer a las tropas españolas, dejando a Rodrigo Vargas de Guzmán encargado como "Justicia Mayor".

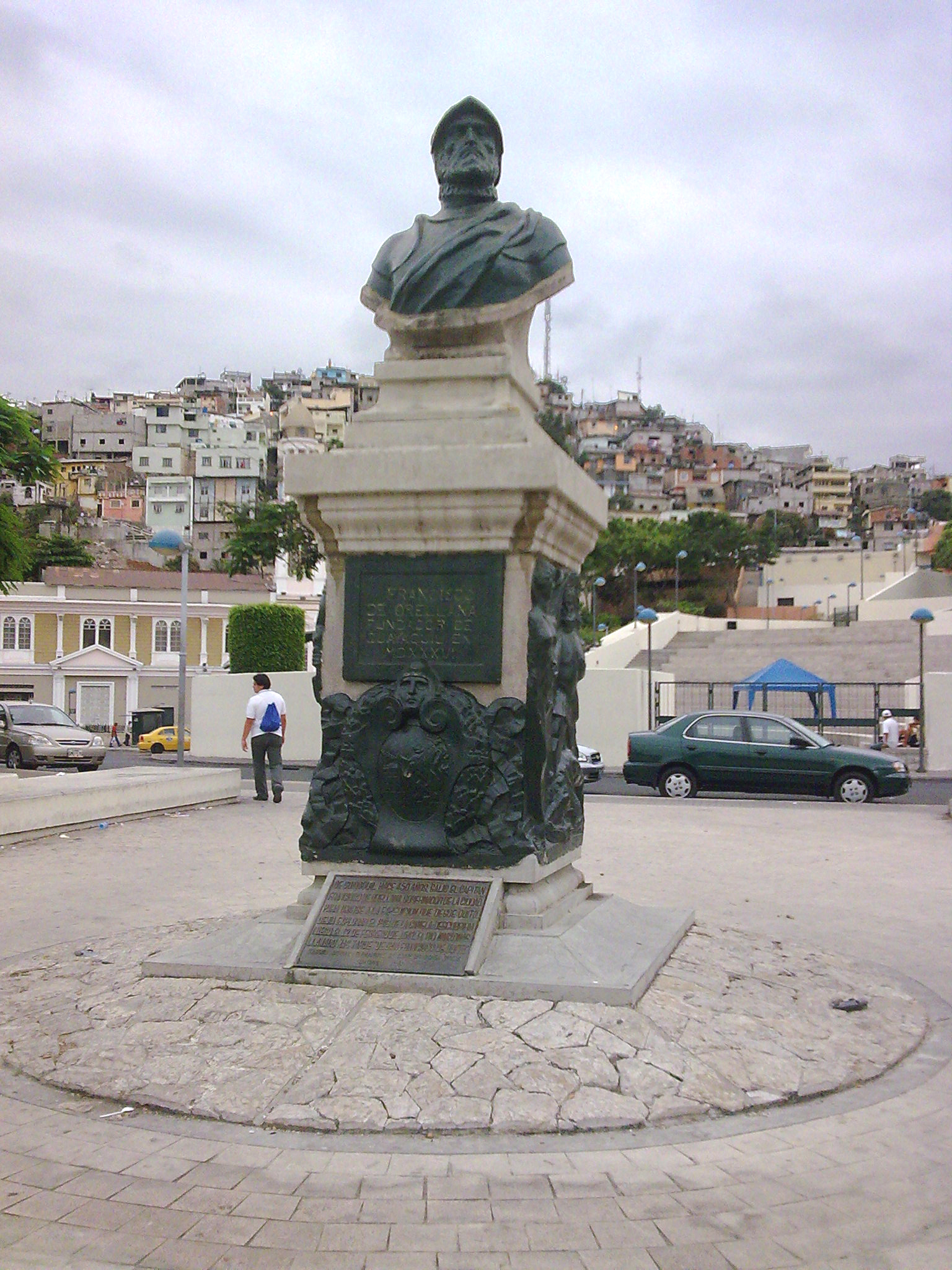
Busto de Francisco de Orellana en Guayaquil.

La ciudad se mantuvo por un tiempo sin mayores complicaciones con lo cual se creó un entorno favorable para el colonizaje, aunque los nativos todavía no aceptaban la presencia española. El poblado empezó a adoptar el nombre de Santiago.

#### Tercer asentamiento: Francisco de Orellana
En 1537, la ciudad de Santiago volvió a ser destruida por el reinicio de los ataques por parte de los nativos. En el transcurso del año la ciudad empezó a despoblarse debido a las violentes olas de ataques de los chonos.
Debido a los ataques y el abandono de Zaera, nuevamente Francisco Pizarro ordenó la reubicación y reconstrucción de Santiago, para ello la misión se le fue encomendada al capitán Francisco de Orellana, quien se encontraba en la ciudad de Puerto Viejo ejerciendo el cargo de gobernador. Orellana llegó de manera inmediata a la región de Santiago para tratar de pacificarla y, una vez más, reubicarla, esta ocasión en las inmediaciones de sector conocido como "La Culata". Sin embargo, Orellana partió nuevamente hacia Puerto Viejo, y de ahí empezaría su viaje hacia Lima, dejando el título de alcalde a Juan Porcel.
A mediados de 1538, Orellana volvió a la ciudad con el título de Teniente de Gobernador de Santiago de la Culata y a finales de aquel año terminó la reconstrucción y reasentamiento en dicho lugar. Poco tiempo después logró que Pizarro también lo otorgase el título Teniente de Gobernador de Puerto Viejo, donde expolió a los indígenas, hasta 1541 había reunido 40.000 pesos con que pagó a Gonzalo Pizarro su participación en una exploración en la selva amazónica que terminaría en el descubrimiento del río Amazonas por parte de los europeos. De la ciudad parte rumbo norte hacia la villa de Quito, donde comenzó los preparativos de la expedición.

### Fundación de Santiago de Guayaquil

#### Cuarto y quinto asentamiento: Diego de Urbina
La partida del gobernador Francisco de Orellana dejó consecuencias muy poco favorables para el poblado en dos sentidos: la gran cantidad de pobladores que decidieron unirse a la exploración amazónica y, a la reanudación de los ataques de los nativos, los cuales se integraban por chonos y punáes. El sucesor en el cargo de Teniente Gobernador fue Diego de Urbina, quien ante las hostilidades de los aborígenes, en mayo de 1542, decide preparar un nuevo traslado hacia la parte occidental del actual río Daule, en lo que actualmente es la parte norte de la ciudad de Guayaquil.
Entre los motivos que tenía Diego de Urbina para realizar un traslado hasta ese sector fue el que esos territorios pertenecían a los huancavilcas, a quienes se consideraba como un poblado nativo pacífico, sin embargo, los huancavilcas destruyeron casi en su totalidad al poblado español provisorio al cual llamaban Santiago de la Nueva Castilla.
Todavía al mando como Teniente Gobernador, Diego de Urbina decidió repentinamente un nuevo traslado. El nuevo asentamiento se dio el 20 de septiembre de 1543 en el mismo lugar donde Sebastián de Belalcázar, en 1535 (ocho años antes), se estableció por primera vez en la región. La ciudad fue asentada con el nombre de Santiago de Guayaquil, en memoria al pueblo indígena que se había asentado cerca de aquel lugar.

#### Último traslado y asentamiento definitivo
Santiago de Guayaquil, en aquella localía, experimentó un período de paz y prosperidad interna. Sin embargo, en los aspectos políticos generales de la colonización española en el continente existían varias crisis y disputas.
Los hermanos Pizarro y los hermanos Almagro se enfrentaban en una guerra civil, lo cual concluyó el 26 de junio de 1541 cuando Francisco Pizarro cayó asesinado. Gonzalo Pizarro, quien había sobrevivido a la guerra, al estar temeroso de un eventual castigo y ajusticiamiento por parte del rey español, decidió alzarse en armas en contra de la corona. Es así como en diciembre de 1544, ocupó militarmente Santiago de Guayaquil obligando al Cabildo de la ciudad a reconocerlo como Gobernador. En 1546, Miguel de Estacio es nombrado por Gonzalo Pizarro con el título de Teniente de Gobernador de la ciudad.

Escudo colonial de Guayaquil.

A principios de 1547, Pedro de La Gasca fue enviado como pacificador de los territorios sublevados para someter la rebelión de Gonzalo Pizarro, para lo cual, destituye al gobernador Puerto Viejo, quien era pizarrista. El 16 de abril de ese mismo año, La Gasca da la orden al capitán Francisco de Olmos de ejecutar a Miguel de Estacio, lo cual se dio el 16 de abril. Ambos, La Gasca y Olmos, continúan su viaje hacia Lima, escoltados por el capitán Martín Ramírez de Guzmán, sin embargo, antes de partir dejó al padre de este último, Rodrigo Vargas de Guzmán, al mando de la ciudad como alcalde Ordinario.
En Guayaquil, la población consideraba la urgencia de un nuevo traslado de la ciudad debido a eventuales retaliaciones del teniente pizarrista de Quito, Pedro de Puelles. El lugar escogido para el traslado sería la ribera opuesta del río Guayas, con la esperanza de tener mayor protección contra cualquier posible ataque. Sin embargo, el rápido crecimiento que tuvo Guayaquil en aquel tiempo hizo complicado el traslado. Para tal empresa se debió construir varias balsas para cruzar el río, es por ello que se llevó a cabo la tala de varios bosques cerca del río Bulubulu y de la zona de Balzar. La construcción de los medios de transporte se tardó aproximadamente tres meses a partir de la ejecución de Estacio.

Finalmente, a mediados de 1547, Guayaquil se trasladó definitivamente a la ribera occidental del río Guayas en las faldas del Cerrito Verde, el cual actualmente es denominado como cerro Santa Ana. A partir de este asentamiento, la ciudad no volvió a trasladarse y emprendió un proceso de expansión urbana, el cual estuvo marcado por varios ataques e incendios. Sin embargo, el proceso de fundación de Guayaquil, desde 1534 hasta 1547, representó un avance importante para la colonización española en el actual territorio de Ecuador. Se estableció con el título de "Muy Noble y Muy Leal Ciudad de Santiago de Guayaquil".

## Fecha oficial
El proceso de fundación de la ciudad inició el 15 de agosto de 1534 con el establecimiento de Santiago en la serranía, la cual luego fue trasladada al litoral al año siguiente. En los años posteriores continuarían los traslados de sectores dentro del área de la cuenca del Guayas. El proceso continuó hasta 1547, año en el que queda asentada definitivamente Santiago de Guayaquil. Ya en el tiempo de la colonia española, Guayaquil sufrió varios incendios,pestes y ataques piratas; tras los cuales, muchos documentos oficiales históricos desaparecieron, se perdieron o fueron quemados. Poca información se logró recuperar hasta nuestros días sobre los primeros años de la ciudad. No existe constancia de cuál es la verdadera fecha de fundación de Guayaquil.
Durante mucho tiempo se festejó erróneamente las fiestas patronales al apóstol Santiago el Mayor (patrono de España y Guayaquil) como la fecha de fundación. En 1929, el Concejo Municipal de la ciudad, motivado por una solicitud de Carlos Matamoros Jara, director de la Biblioteca Municipal, encargó a varios historiadores de la época, una investigación que permitiera definir la fecha en la que debía festejarse la fundación.
La investigación estuvo a cargo de Modesto Chávez Franco, José Antonio Campos, Eleodoro Avilés, José Gabriel Pino Roca y Pedro José Huerta. La comisión determinó que, tras la consulta a fuentes y documentos, no se pudo determinar la fecha verdadera. Sin embargo, sugerían al ayuntamiento de la ciudad que siguiera utilizando la fecha patronal de la ciudad; y además, sugerían que al no poder contar con un año preciso, se mantuviera el del asentamiento definitivo.
Desde la aprobación de esta disposición por parte del cabildo porteño, la fecha oficial adoptada es la del 25 de julio de 1535. Mientras que se considera como fundador definitivo a Francisco de Orellana.